# Trichostomum sinochenii
Trichostomum sinochenii är en bladmossart som beskrevs av Redfearn och Benito C. Tan 1995. Trichostomum sinochenii ingår i släktet lansettmossor, och familjen Pottiaceae. Inga underarter finns listade i Catalogue of Life.